# コンパクト星の一覧
コンパクト星の一覧（コンパクトせいのいちらん）は、コンパクト星と呼ばれる白色矮星、中性子星、ブラックホールと、その他異種星の一覧である。なお、並びは五十音順とする。

## 白色矮星
- ケンタウルス座V886星
- EQ J190947-374414：PSR J1909-3744との連星。
- GALEX 1931+0117 - 砕けた地球型惑星に由来すると思われる岩石の環を持っている[1]。
- WD B1620-26 - 惑星を持つ。中性子星との連星。
- かに座HM星 - 白色矮星同士の連星。既知で最も短い公転周期を持つ。
- PG 0843+516 - 砕けた地球型惑星に由来すると思われる岩石の環を持っている[1]。
- PG 1015+161 - 砕けた地球型惑星に由来すると思われる岩石の環を持っている[1]。
- RXJ0648.0–4418 - 最も重い白色矮星。HD 49798の連星[2]。
- SDSS J065133.338+284423.37 - 重力波の存在が間接的に測定された白色矮星の連星[3]。
- SDSS 1228+1040 - 砕けた地球型惑星に由来すると思われる岩石の環を持っている[1]。
- ヴァン・マーネン星 - 連星を成していない単独星では最も地球に近い白色矮星。
- エリダヌス座ο2星B
- おとめ座QS星A
- グリーゼ440
- しし座DP星A - 惑星を持つ。
- シリウスB - 2番目に発見された白色矮星かつ最も地球に近い白色矮星。
- プロキオンB
- ペガスス座IK星B - ペガスス座IK星Aとの連星。
- ペルセウス座GK星 - 白色矮星と主系列星の連星と考えられている。
- ミラB
- レグルスAb
- レチクル座ε星B - 連星であるレチクル座ε星Aには惑星がある。
- みずがめ座AE星 - 2005年から2006年にかけてすざくが観測を行った結果、パルサーであるにもかかわらず中性子星ではないことが判明した初めての天体[4]。

## 中性子星
パルサー、マグネターは中性子星の一種であると考えられているため、この一覧に含む。
- 1E 1048.1-5937 - 地球に最も近いマグネター。
- 4U 0142+61 - 原始惑星系円盤を持つ。
- PSR B1257+12 - 初めて太陽系外惑星が発見されたパルサー。
- PSR B1620-26 - 惑星を持つ。白色矮星との連星。
- PSR B1913+16 - 間接的にだが重力波の存在が確認された初の天体。
- PSR B1919+21 - 初めて発見されたパルサー。
- PSR J0537-6910 - 宇宙で最も強い電場がある場所。
- PSR J0737-3039 - 唯一発見されているパルサー同士の連星。
- PSR J0855-4644 - ベラ・ジュニアと関連付けられている。
- PSR J1748-2446ad - 既知で最速の自転をするパルサー。
- PSR J1719-1438 - 惑星を持つ。既知で最短の公転周期、最小の公転半径を持つ惑星系。
- PSR J1909-37444：最も軌道離心率の小さい天体。
- RX J0822-4300 - 既知で最も高速で運動する中性子星。
- RX J1856.5-3754 - 知られている中で最も太陽系に近い中性子星。
- SGR 1806-20 - 最も強い星震を起こしたマグネター。
- かにパルサー
- ゲミンガ - 強力なガンマ線源。パルスのない中性子星の初観測例。
- さそり座X-1 - 初めて発見されたX線源。
- ブラックウィドウパルサー - 伴星を蒸発させているパルサーの初観測例。
- ほ座パルサー

## ブラックホール
- CID-42 - 高速度で運動する超大質量ブラックホール。
- GCIRS 13E - 中間質量ブラックホールという説が有力である、いて座A*を公転している天体。
- HLX-1 - 初めて確認された中間質量ブラックホール。
- IGR J17091-3624 - 既知で最も軽いブラックホール。
- XTE J1650-500 - IGR J17091-3624に次いで軽いブラックホール。
- OJ 287 - 既知で最も重いブラックホール。
- NGC 4889 - OJ 287よりもさらに重い可能性が考えられているブラックホール。
- SS 433A - 初めて発見されたマイクロクエーサー。中性子星の可能性もある。
- Swift J174510.8-262411 - 硬X線領域で最も明るいX線新星。
- ULAS J1120+0641 - 2017年12月6日までの間、太陽系から最も遠い距離において確認されていたクエーサー。
- ULAS J1342+0928 - 2017年12月6日に発見された、2022年1月現在、太陽系から最も遠い距離において確認されているクエーサー。
- いっかくじゅう座X-1 - 2020年5月まで太陽系から最も近い距離に位置するとみなされていたブラックホール。
- HR 6819連星系 - 2020年にヨーロッパ南天天文台により、太陽系から最も近い距離に存在するとの発表がなされたブラックホール。
- いて座A* - 銀河系の中心に存在する超大質量ブラックホール。
- はくちょう座X-1 - 天文学史において、最初にブラックホールだという疑いが持たれた天体。

## 異種星
- 3C 58（クォーク星の候補）